# 455
455 је била проста година.

## Догађаји
- 16. март – Цара Валентинијана III (35 година), су убили двојица хунских слуга покојног Флавија Аеција, док је тренирао са луком и стрелом на Марсовом кампу (Рим), чиме је окончана Теодосијева династија. Његов примицериус сацри цубицули, Ираклије, такође је убијен.
- 17. март – Петроније Максим, бивши Аетијев доместикус („елитни телохранитељ“) постаје (уз подршку римског Сената) цар Западног римског царства. Он обезбеђује престо подмићујући службенике царске палате. Максим учвршћује своју власт принудним браком са Лицинијом Евдоксијом, удовицом Валентинијана III.
- Петроније Максим поставља Авита, генерала од највећег поверења, за чин магистер милитум и шаље га у амбасаду у Тулуз, да добије подршку Визигота. Он уздиже свог сина Паладија у цезара и даје му да се ожени Евдокијом, најстаријом ћерком Валентинијана III.
- 31. мај – Максима је разјарена руља каменовала до смрти док је бежао из Рима. Широка паника настаје када многи грађани чују вест да Вандали пљачкају италијанско полуострво.
- 2. јун — Вандали су упали у Рим и започели двонедељну пљачку која ће доцније послужити као основа термина вандализам. Краљ Генсерик води Вандале у Рим, након што је обећао папи Лаву да неће палити и пљачкати град. Геншерик пљачка град на период од две недеље. Евдоксији и њене ћерке, Евдокију и Плацидију, узимају за таоце. Плен се шаље у луку Остија и укрцава у бродове, одакле Вандали одлазе и враћају се у Картагину.
- 9. јул – Авит је проглашен за римског цара у Тулузу, а касније су га признале галске поглавице у Виернуму (близу Арла).
- 21. септембар – Авит улази у Рим са галском војском. Он враћа царску власт у Норику (савремена Аустрија) и оставља готске снаге под Ремистом, визиготским генералом (магистер милитум), у Равени.
- Остроготи освајају Панонију и Далмацију.
- Битка код Ајлсфорда: Принц Вортимер се побунио против про-англосаксонске политике свог оца Вортигерна. Поражен је у бици код Ејлсфорда (Кент). Хенгист и његов син Оисц постају краљ Кента. Хорса и Катигерн, Вортимеров брат, су убијени. Британци се повлаче у Лондон.
- Скандагупта је наследио Кумарагупту  на месту владара Гупта царства (Индија). За време своје владавине срушио је инвазију Хуна; међутим, трошкови ратова црпе ресурсе империје и доприносе њеном пропадању.
- Гаеро постаје краљ корејског краљевства Баекје.
- Најранији забележени датум у Чичен Ици на полуострву Јукатан (Мексико).
- Бартер економија замењује организовану трговину јер Римљани и други грађани напуштају своје градове и траже село, где ће бити мање подложни нападима варвара.
- Град Виндобона (Беч) је захватила епидемија која се шири римским провинцијама. Болест је вероватно стрептокока или облик шарлаха са стрептококама.